# 大塚剛
大塚 剛（おおつか ごう、1935年7月8日 - ）は日本の武道家、空手家、俳優、医者。本名は大塚辰雄。伝統中国医学の療法師としての名前は林聖道（りんせいどう）。行者拳の棒術・杖術・槍術の各師範、全日本プロ空手協会会長、日本実践空手道連盟会長、神経リハビリ双極療院院長。
中国で拳法を修行し、さらに日本で空手を修業したうえで、興行としてのプロ空手を創始して注目を集めた。また、数多くの映画に出演した。療法師としては「双極神経リハビリ療法」を研究開発して評価を得た。

## 経歴

### 生い立ち
1935年（昭和10年）に中国の北京で生まれた。（ただ、朝鮮の釜山で生まれたとの情報もある。）南満州鉄道に務めていた父親の関係で満州に移住した。満州では林淳龍と出会い、林淳龍のもとで武道と医術の修行に励んだ。
太平洋戦争終戦後の1946年（昭和21年）に林淳龍と一緒に日本に引き揚げた。引き揚げ後も林淳龍のもとで修行を重ね、中国拳法である行者拳を修得すると同時に伝統中国医学である双極医術を修得した。その後、大塚は九州にある千唐流空手（養成館）で空手の修行を積んだ後、空手道場経営のかたわら、用心棒などをして過ごした。

### プロ空手
大塚は寸止め空手に囚われる事なく、「一撃必殺」の空手を追い求めるなか、実践の場として1973年（昭和48年）に九州を拠点とした全日本プロ空手協会を設立した。いわゆるプロ空手である。西鉄グランドホテルで発足の会が開かれ、1974年（昭和49年）7月に福岡市九電記念体育館で旗揚げ戦が行われた。なお、全日本プロ空手協会を設立した同年の1973年には日本実践空手道連盟誠道会を設立している。
プロ空手はテレビで全国放送されるなど、注目を集めた。大塚はテレビで試合解説などを務めるとともに「プロ空手無差別級世界チャンピオン」を長きに渡って防衛するなど、選手としても活躍した。団体としてのプロ空手は九州以外でも興行を行ったりしたが、1983年（昭和58年）頃に解散した。

### 映画人として
全日本プロ空手協会を設立した同年の1973年には東映のカラテ映画の武術指導を行うようになった。翌1974年には『極悪拳法』で映画初出演を果たす。以後、多くのカラテ映画に悪役、敵役として出演した。
1976年（昭和51年）にはプロ空手に集まった迫力に満ちた選手達と、世界に武者修行の旅に出た大塚を記録したドキュメンタリー映画・『世界最強の格闘技 殺人空手』に出演した。1977年（昭和52年）にはレコードも出している。
1982年（昭和57年）、福岡市において、俳優の千葉真一、志穂美悦子、真田広之等を審査員としてオーデションを行い、ジャパンアクション芸術学院を設立。福岡市南区三宅小学校前の空手道場を練習場とし自ら指導にあたり、日印合弁映画「雷拳チャンドラー」などを手掛けた。

### 療法師として
1987年（昭和62年）には伝統中国医学である双極医術と麻酔針の技術を修得した経験を活かした上で、『双極療術入門』を執筆した。その後、麻痺や痺れの機能回復法として、「双極神経リハビリ療法」を研究開発した。この療法の技術が中国中医薬学界で高い評価を受け、1997年（平成9年）には学界から教授として認証登録された。神経リハビリ双極療院は北海道苫小牧市、東京、福岡県久留米市、などの各地に治療院を構えた。
現在（2009年（平成21年）時点）においても医療活動に従事しており、講演活動なども行っている。

## 出演映画
- 極悪拳法 （1974年、東映）
- 逆襲! 殺人拳 （1974年、東映） - 桜木一鉄
- 激突! 合気道 （1975年、東映） - 奥田源蔵
- 武闘拳 猛虎激殺! （1976年、東映）
- 必殺女拳士 （1976年、東映）
- 世界最強の格闘技 殺人空手 （1976年、東映）
- 柳生一族の陰謀 （1978年、東映）
- 吼えろ鉄拳 （1981年、東映）

## レコード
- 闇法師 （1977年、クラウンレコード）

## 著作
※（以下の著作は全て林聖道名義）
- 『中国四千年の秘伝 双極療術入門―腰・肩・脚の苦痛が即消える活殺ツボの驚異』 ごま書房 （ゴマブックス）、1987年10月、ISBN 4341014196
- 『双極神経リハビリで脳卒中マヒ・シビレを治す―活殺ツボ・麻酔ツボ』 健友館、2001年10月、ISBN 4773705825
- 『特効・即効！これが奇跡の活殺ツボだ』 現代書林、2007年8月、ISBN 477451067X